# Slaget vid Villalar

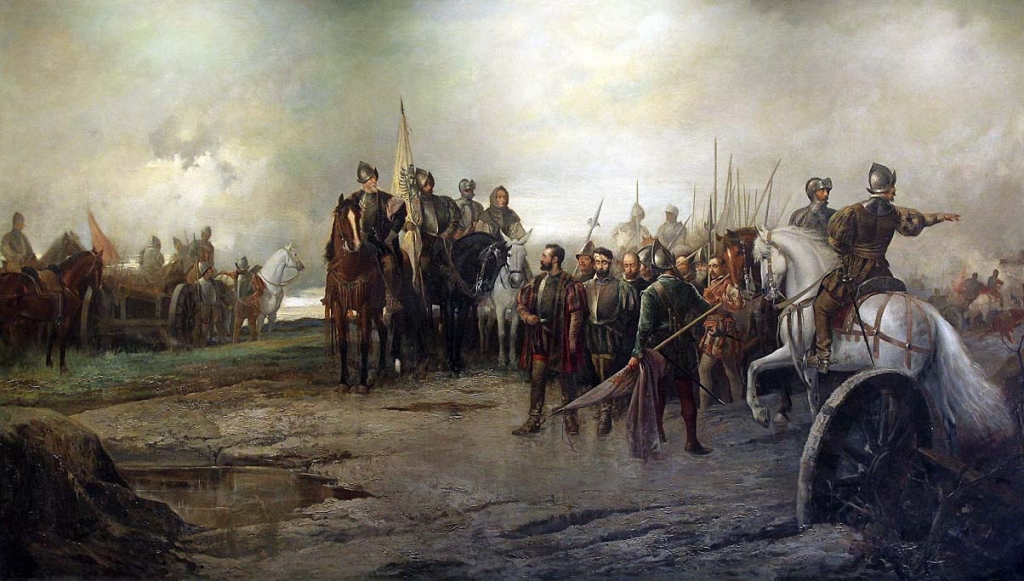
Målning av slaget, 1800-talet av Manuel Picolo López.

Slaget vid Villalar var ett avgörande ögonblick i Comunerosupproret. Där möttes de kejserliga styrkorna under ledning av Karl I och comunerosstyrkorna under ledning av Juan de Padilla, Juan Bravo och Francisco Maldonado. Stridigheterna ägde rum den 23 april 1521 i staden Villalar (idag Villalar de los Comuneros i Valladolid, Spanien). 
Slaget vanns av de kejserliga styrkorna och detta gjorde slut på comunerosupproret i norra Kastilien, där de tre comunerosledarna offentligen halshöggs den 24 april. 
Minnet av Slaget vid Villalar har man valt att fira den 23 april såsom  Kastilien och Leóns dag.